# STS-51D
STS-51D — четвёртый космический полёт МТКК «Дискавери», шестнадцатый полёт  по программе «Спейс шаттл».

## Задачи и ход полёта
Одной из главных задач полёта был запуск двух спутников связи — «Аник C» (другое название — «Телесат-I») и «Лисат-III» (другое название — «Синком-IV-3»). Запуск первого из них прошёл успешно. А запуск «Лисат-III» завершился неудачей — не раскрылась антенна, не сработали двигатели ориентации и главный двигатель спутника. Заставить спутник работать пытались Григгс и Хоффман во время выхода в открытый космос 16 апреля 1985 года. Для этого, предварительно, из подручных материалов были изготовлены два захвата, которые Григгс и Хоффман прикрепили к штанге манипулятора космического корабля. Управляющая манипулятором Седдон зацепила захватами рычаг программно-временного устройства спутника и перевела его во включённое состояние. Однако и после этого спутник не заработал. Спутник был починен во время рейса Дискавери STS-51I.

## Экипаж
- Кэрол Бобко (2) — командир
- Доналд Уильямс (1) — пилот
- Маргарет Седдон (1) — специалист по программе полёта 1
- Стэнли Григгс (единственный) — специалист по программе полёта 2
- Джеффри Хоффман (1) — специалист по программе полёта 3
- Чарлз Уокер (2) — специалист по полезной нагрузке 1
- Эдвин Гарн (единственный) — специалист по полезной нагрузке 2, сенатор от штата Юта, республиканец (первый член Конгресса США в космосе).

## Параметры полёта
- Вес:
  - Вес при старте: 113802 кг
  - Вес при приземлении: 89818 кг
  - Полезная нагрузка: 13039 кг
- Перигей: 300 км
- Апогей: 452 км
- Наклонение: 28,5°
- Период обращения: 94,4 мин